# Nationaal park Marojejy
Het nationaal park Marojejy is een nationaal park in Madagaskar dat sinds 2007 op de Werelderfgoedlijst van de Unesco staat als onderdeel van de regenwouden van de Atsinanana. Het steile reliëf is van belang op biologisch en op ecologisch vlak. Het park omvat zowel de laaglandwouden als de vegetatie in het hooggebergte van de vochtige tropische regio van Madagaskar en biedt onderdak aan een buitengewone verscheidenheid aan planten en dieren met een hoog percentage endemische soorten.

## Ligging
Het park is 60.050 hectare groot en ligt in het noordoosten van Madagaskar, tussen de steden Andapa en Sambava, in de regio Sava. Het park ligt in het centrum van een nagenoeg ononderbroken berg- en bosgebied dat zich uitstrekt van het Tsaratananamassief tot het schiereiland van Masoala. Het Marojejymassief maakt deel uit van het Noordelijk Hoogland.

## Geschiedenis
Het Marojejymassief is voor het eerst beschreven in 1948 door professor Henri Humbert, een botanicus van het Museum voor Natuurgeschiedenis van Parijs. Na zijn expeditie gaf Humbert een werk uit met de titel Une merveille de la nature (Nl.: Een wonder van de natuur), waarin hij het massief beschrijft als het meest prestigieuze van Madagaskar. Hij liet het massief in 1952 inschrijven op de lijst van Réserves Naturelles Intégrales (Integrale Natuurreservaten), wat betekende dat het massief enkel toegankelijk was voor onderzoekers. In 1998 veranderde de status van Marojejy van een natuurreservaat naar een nationaal park. Sinds 2007 staat het park samen met vijf andere parken op de Werelderfgoedlijst als onderdeel van het erfgoed regenwouden van de Atsinanana.

## Reliëf
Het nationaal park Marojejy bestaat uit een granietmassief met puntige toppen tot 2132 m. Deze toppen rijzen steil uit boven nauwe valleien en het bassin van Andapa. De hellingen in het zuiden van het massief zijn zeer steil in tegenstelling tot de hellingen in het noorden, die minder steil zijn. Net doordat de ondergrond voornamelijk bestaat uit het harde graniet en gneis, komen in Marojejy grote bergen en kliffen voor.
Door de sterke regenval in het gebied en het gefragmenteerde reliëf beschikt Marojejy over een sterk vertakt en diep ingebed hydrografisch netwerk. Meerdere waterlopen ontspringen in het park, waarvan de Andranomadio, de Andranomifototra, de Manantenina, de Sambava, de Soahitra, de Andrahanjo, de Andalangy en de Antsaberaoka de belangrijkste zijn.

## Klimaat
Het klimaat wordt gekenmerkt door overvloedige regens en het ontbreken van een contrast tussen het warme seizoen van november tot april en het frisse seizoen van mei tot oktober. Op lage hoogte zijn de temperaturen nooit echt laag. Het temperatuurverschil tussen de twee seizoenen is miniem. Februari is de warmste maand met een gemiddelde van 25,05 °C; augustus is de koudste maand met 19,01 °C Op de hoogste toppen kunnen de wintertemperaturen echter dalen tot −5 °C.
De seizoenen verschillen hoofdzakelijk door de winden en de neerslagvormen die daaruit voortvloeien. Tijdens het frisse seizoen veroorzaakt de zuidoostpassaat regens van verschillende intensiteit die zelden onweerachtig zijn. Tijdens het warme seizoen veroorzaken de moessonwinden – die naar het noorden en het noordwesten blazen – onweersbuien en stortbuien. Het reliëf heeft wel invloed op de neerslaghoeveelheid: er valt meer regen op de oostelijke hellingen dan op de westelijke.

## Flora en fauna

### Flora
In Marojejy zijn drie van de vier belangrijke types regenwoudecosystemen van Madagaskar terug te vinden:
- het laaglandregenwoud, typisch voor het oosten van Madagaskar,
- het regenwoud typisch voor het centrum van Madagaskar,
- vegetatie typisch voor het Malagassische hoogland.

Wat betreft habitats onderscheidt men vier soorten:
- het dicht altijdgroen laaglandregenwoud (onder 800 m), dat beschut is tegen harde winden en constante temperaturen en neerslag kent. Het bestaat uit grote bomen met een bladerdek tot 25 à 30 meter en telt palmbomen, varens en epifyten. Deze habitat komt nog maar in enkele valleien voor.
- het dicht bergregenwoud (800 – 1400 m), waar de bomen en struiken kleiner zijn. Het bladerdek reikt tot 18 à 25 meter. Door de vochtigheid groeien er mossen en varens op de takken en boomstammen. De grond en de voedingsstoffen worden vaak meegevoerd door de wind en het regenwater.
- het dicht regenwoud van het hooggebergte (1400 – 1800 m), waar door de lagere temperaturen het bos zich minder ontwikkelt. Het bladerdek reikt tot 10 meter hoogte. De bomen zijn bedekt met mossen en korstmossen.
- het bergstruikgewas (hoger dan 1800 m), dat bestaat uit dophei en andere planten uit de heidefamilie. Er komen ook palmbomen, bamboe en orchideeën voor. Dit struikgewas is zeer belangrijk binnen het nationaal park, aangezien het nog nooit door vuur is verteerd[2], in tegenstelling tot de andere massieven in Madagaskar.

Het nominatiedocument uit 2006 voegt hier nog een vijfde habitat aan toe in het laagland: het secondaire laaglandwoud, dat hoofdzakelijk bestaat uit bamboe en reizigersbomen. De website van het park rekent deze bij het dicht altijdgroen laaglandregenwoud. De habitat van het secondaire laaglandwoud is van minder belang binnen het park omdat het gekenmerkt wordt door minder soorten. Het secondaire laaglandwoud komt hoofdzakelijk voor in het zuiden van het massief.
Het reliëf en het klimaat hebben hun invloed op de vegetatie. Daar de oostelijke hellingen meer regen te verwerken krijgen, is er meer vegetatie door de hogere en constante vochtigheidsgraad. De westelijke hellingen kennen een meer uitgesproken periode van droogte die de groei van bomen en andere plantensoorten beperkt. Op de toppen wordt de plantengroei beperkt door de ondiepe grond en de sterke winden.
Het grootste deel van de vegetatie van het park bestaat uit dicht regenwoud, dat ongeveer 92 % van de oppervlakte van het park beslaat. Hiervan is de oppervlakte van de laaglandbossen van bijzonder belang. Aangezien de plantenverscheidenheid daalt naargelang de hoogte, is het waarschijnlijk dat deze grote oppervlakte laaglandwoud bijdraagt tot de rijkdom van het park. Deze rijkdom wordt nog versterkt door het feit dat het massief een belangrijk toevluchtsoord is geweest gedurende periodes van klimaatverandering.
Het park omvat 305 soorten varens, waarvan er 6 endemisch zijn. Hierdoor is het park een van de belangrijkste beschermde gebieden in Madagaskar wat betreft rijkdom aan varens. Endemische varens van het park zijn o. a. Cyathea alticola en Blechnum longepettiolatum. Het park is ook rijk aan palmbomen: er zijn meer dan 35 soorten in het park aangetroffen, waaronder de endemische Dypsis marojejyi, Dypsis spicata, Dypsis mirabilis, Dypsis coursii en de Dypsis coockei. De palmbomen komen vooral voor in de laaglandwouden, maar blijven aanwezig tot op de toppen van het massief. Meerdere soorten zijn bedreigd omdat ze zeldzaam zijn en op maar enkele plaatsen voorkomen.

### Fauna

#### Zoogdieren
- Het park telt verscheidene soorten niet-vliegende kleine zoogdieren[1]: 17 insecteneters, waarvan er 16 endemisch zijn en 10 knaagdieren, waarvan er 8 endemisch zijn[1]. Een soort komt zelfs enkel voor in dit specifieke massief: het knaagdier Voalavo gymnocaudus[1]. De tenrek Microgale monticola komt enkel in dit park van de regenwouden van de Atsinanana voor.
- Het massief is ook een habitat voor een aantal soorten lemuren, waaronder de zijdesifaka, de witkopmaki, de roodbuikmaki, de oostelijke wolmaki, de gewone wezelmaki, de rode muismaki, de grote katmaki, de pluimoorkatmaki en Phaner furcifer. Ook het vingerdier komt in het park voor.
- Marojejy telt ook drie soorten roofdieren: de fretkat, de ringstaartmangoest en de fanaloka.

#### Vogels
De avifauna van het park is relatief rijk: er zijn 118 soorten gekend in en rond het park. Vijfenzeventig soorten daarvan zijn voor een deel van hun leven afhankelijk van het woud. Al deze 75 vogels zijn endemisch. Meerdere soorten vogels zijn bedreigd, zoals de Madagaskarslangenarend (Eutriorchis astur) en de Madagaskar-grasuil.

#### Reptielen en amfibieën
Marojejy telt 149 endemische reptielen- en amfibieënsoorten, waarvan er 16 enkel in het massief voorkomen. Op Madagaskar komen geen salamanders voor, wel veel soorten kikkers. In het park leven onder andere twee Boophis- soorten en de giftige Mantella manery. Bekendere reptielen die er leven zijn de kameleon Brookesia karchei en de skink Pseudoacontias angelorum. Het park is erkend als een belangrijk centrum voor endemische soorten voor reptielen en amfibieën: in vergelijking met de andere parken in het Werelderfgoed regenwouden van de Atsinanana komen er 45 soorten enkel in Marojejy voor. Een derde van alle reptielen en amfibieën van Madagaskar komt voor in Marojejy.